# Dorothea Wierer
Dorothea Wierer (Brunico, 3 aprile 1990) è una biatleta italiana.
Tre volte campionessa mondiale a livello individuale (più una volta in staffetta femminile), due volte vincitrice della Coppa del Mondo di biathlon, è stata la terza atleta di sempre ad aver ottenuto un successo in tutti i sette formati di gara del biathlon, dopo i francesi Martin Fourcade e Marie Dorin.

## Biografia

### Stagioni 2007-2010
Originaria di Rasun-Anterselva, è entrata a far parte della nazionale italiana nel 2007 nel gruppo sportivo Fiamme Gialle della Guardia di Finanza. Ha partecipato ai Campionati mondiali giovanili nel 2007 in Val Martello (10º nell'individuale, 16º nella sprint, 14º nell'inseguimento e 12º in staffetta) e a quelli del 2008, dove è diventata la prima italiana ad aver vinto una medaglia d'oro ai Mondiali giovanili, a Ruhpolding (Germania) nell'individuale. Nel corso della stessa rassegna, oltre all'8º posto nello sprint ed al 21º posto nell'inseguimento, ha conquistato anche la medaglia di bronzo nella staffetta, assieme alle compagne Alexia Runggaldier e Monika Messner.
Nel corso della stagione 2007-2008 ha conseguito risultati di rilievo in Coppa Europa juniores, soprattutto nel fine settimana di San Sicario, in Italia, salendo pure sul terzo gradino del podio nella gara di inseguimento. Inoltre, grazie anche a una sua ottima frazione, nella staffetta degli Europei juniores, in squadra con Christa Perathoner e Alexia Runggaldier, si è classificata al 5º posto.
L'anno successivo passa in categoria junior e durante la rassegna iridata giovanile, disputata a Canmore in Canada, dopo un 7º posto nell'individuale e un 4º nella sprint ha centrato la medaglia d'oro nell'inseguimento. Inoltre ha conquistato la medaglia di bronzo in staffetta insieme con Alexia Runggaldier e Nicole Gontier.
Il 9 gennaio 2009 ha esordito in Coppa del Mondo prendendo parte alla sprint di Oberhof, nella quale è arrivata 69ª. In questa gara è risultata essere l'atleta più veloce nel tiro sia a terra sia in piedi, pur mancando due bersagli (1+1). Ha preso poi il via alla sprint di Whistler, dove arrivata 72ª (1+1).
Nella stagione 2009-2010 ha partecipato ad alcune tappe di IBU Cup e a gennaio 2010 ha partecipato ai Mondiali junior a Torsby, in Svezia, chiudendo 6º nell'individuale, 13º nella sprint e 11º nell'inseguimento.

### Stagioni 2011-2014
Nella stagione 2010-2011 nella tappa di Ruhpolding per la prima volta ha conquistato punti validi per la classifica generale, piazzandosi al 24º posto nella sprint e al 36º posto nell'inseguimento.
Durante la stessa stagione ha dominato i Mondiali juniores di Nové Město na Moravě (Repubblica Ceca), conquistando tre medaglie d'oro: nella gara sprint, nell'inseguimento e nell'individuale. Si è trattato di un risultato senza precedenti, poiché nessun'altra atleta era mai stata capace di tanto in campo femminile. Peraltro le tre vittorie hanno fatto di Dorothea Wierer la quarta atleta italiana della storia degli sport invernali a vincere così tanto a livello juniores, eguagliando Karen Putzer, Nadia Fanchini e Alessandro Pittin. Nell'ultima gara della manifestazione si è assicurata anche la medaglia d'argento nella staffetta, insieme con le compagne Alexia Runggaldier e Nicole Gontier.
Grazie agli ottimi risultati ottenuti nella stagione, viene convocata anche per gli Europei della Val Ridanna, dove ha partecipato sia nella categoria juniores (nelle gare sprint e inseguimento, dove ha conquistato rispettivamente la medaglia d'argento e quella d'oro), sia in quella maggiore per la gara della staffetta, nella quale ha ottenuto la medaglia d'argento insieme con le compagne Roberta Fiandino, Michela Andreola e Karin Oberhofer.
A fine stagione ha partecipato ai Mondiali di Chanty-Mansijsk, dove i migliori risultati sono stati il 9º posto nell'inseguimento (partendo dal 28º della sprint) e il 4º con la steffetta femminile.
Ha partecipato alle stagioni 2011- 2012 e 2012-2013 della Coppa del Mondo ed ai campionati mondiali di Ruhpolding 2012 e a quelli di Nové Město na Moravě nel 2013. In quest'ultimi ha conquistato la prima medaglia mondiale per la nazionale femminile nella staffetta con le compagne Nicole Gontier, Michela Ponza e Karin Oberhofer.

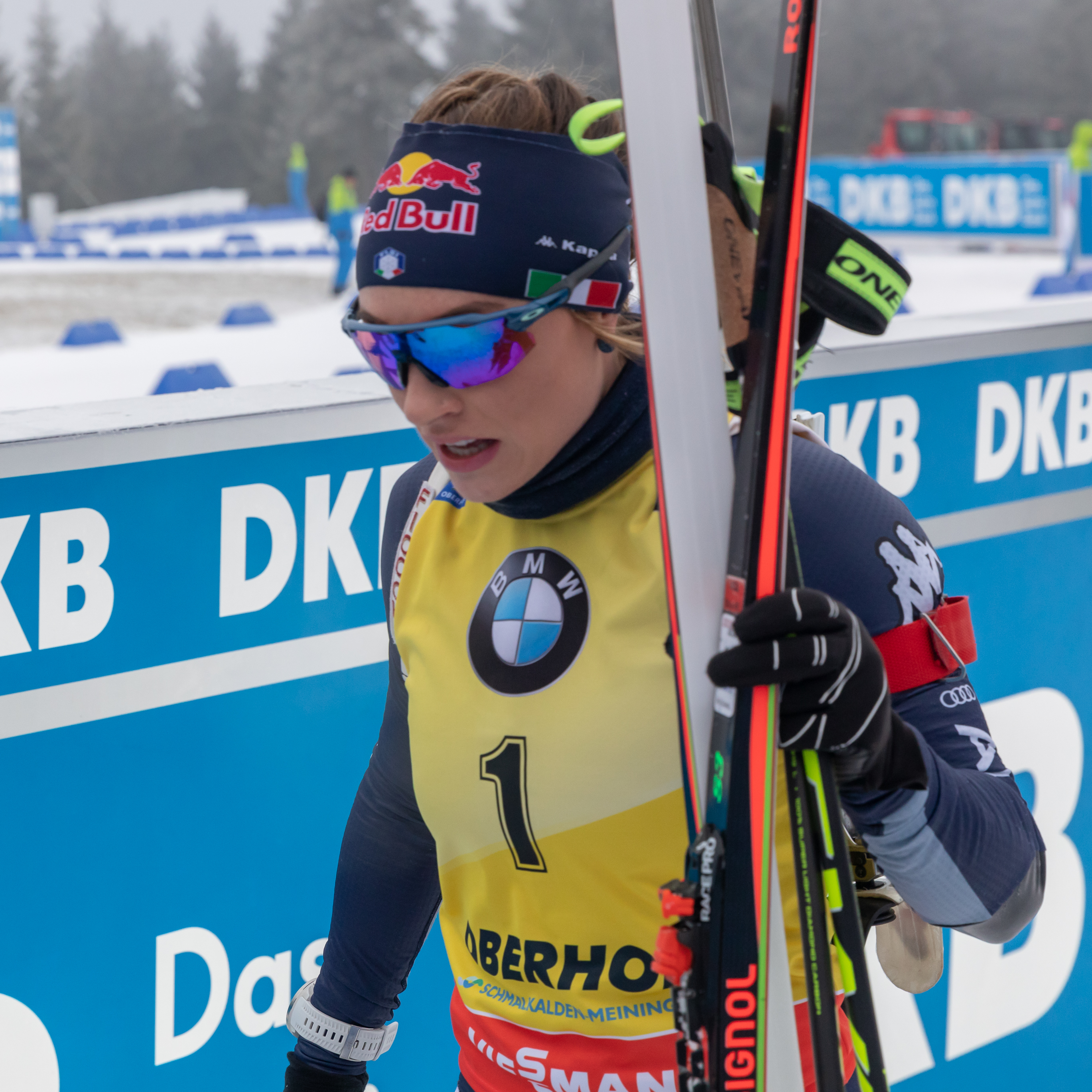
Dorothea Wierer ad Oberhof nel gennaio 2020

Nella stagione 2013-2014 ha partecipato ai XXII Giochi olimpici invernali di Soči 2014, vincendo il bronzo nella staffetta mista con i compagni Karin Oberhofer, Dominik Windisch e Lukas Hofer e classificandosi 6ª nella sprint, 17ª nell'inseguimento, 25ª nella partenza in linea e 6ª nella staffetta.
L'8 marzo 2014 a Pokljuka conquista il primo podio in Coppa del Mondo, un terzo posto nell'inseguimento.

### Stagioni 2015-2018
Nella stagione 2014-2015 ha conquistato due argenti e un bronzo nelle tappe di Coppa del Mondo, chiudendo la classifica generale in 7ª posizione. Ai Mondiali di Kontiolahti 2015 ha confermato la medaglia di bronzo di due anni prima nella staffetta femminile con le compagne  Vittozzi, Oberhofer e Gontier ed è stata 20ª nella sprint, 9ª nell'inseguimento, 4ª nell'individuale (a 0,4 secondi dal bronzo), 27ª nella partenza in linea e 7ª nella staffetta mista.
All'inizio della stagione seguente, il 3 dicembre a Östersund in individuale, ha vinto la sua prima gara di Coppa del Mondo. Dieci giorni dopo ha trionfato nella staffetta femminile (Vittozzi, Oberhofer, Sanfilippo) ad Hochfilzen. Durante la stagione ha vinto altre due volte: nell'individuale di Ruhpolding e nella partenza in linea di Canmore. Ai Mondiali di Oslo Holmenkollen 2016 ha vinto la prima medaglia individuale della carriera, grazie al secondo posto nell'inseguimento, dietro alla tedesca Laura Dahlmeier. A fine stagione si è aggiudicata la Coppa del Mondo di individuale ed è arrivata 3ª in quella generale, dietro a Gabriela Soukalová e Marie Dorin Habert. Ad oggi, questa rimane la miglior stagione per numero di podi (10).
Nella stagione successiva, Wierer ottiene risultati costanti durante l'anno ed anche ai Mondiali di Hochfilzen ha disputato buone gare, pur senza salire sul podio.
Nel 2018 ha vinto l'individuale di Ruhpolding circa un mese prima delle Olimpiadi, mentre ai XXIII Giochi olimpici invernali di Pyeongchang 2018 ha vinto la medaglia di bronzo nella staffetta mista (Vittozzi, Hofer, Windisch) e si è classificata 18ª nella sprint, 15ª nell'inseguimento, 7ª nell'individuale e 6ª nella partenza in linea. Nella tappa successiva ha trionfato con la formazione olimpica nella staffetta mista di Kontiolahti.

### Stagioni 2019-2025
Ha aperto la stagione 2018-2019 con due argenti nella tappa di Pokljuka, che l'hanno mandata al comando della coppa generale, posizione che ha mantenuto fino alla tappa di Salt Lake City, dove ha ceduto il primo posto alla connazionale Lisa Vittozzi. Durante questo periodo ha conquistato la sprint di Hochfilzen e l'inseguimento di Anterselva, ottendendo almeno una vittoria in carriera per ogni format individuale. Sempre ad Hochfilzen ha vinto la staffetta femminile con Vittozzi, Runggaldier e Sanfilippo.
Il 17 febbraio, insieme a Lukas Hofer, ha ottenuto il successo nella staffetta singola mista a Soldier Hallow, diventando la terza atleta di sempre a vincere in tutti i format di gara, dopo Martin Fourcade e Marie Dorin Habert.
Ai Mondiali di Östersund 2019 ha vinto l'argento nella staffetta singola mista ed il bronzo nella staffetta mista, non ha invece partecipato alla staffetta femminile a causa di alcuni disturbi. Nell'ultima giornata ha vinto l'oro nella partenza in linea (0+0+0+2), prima italiana a vincere un titolo mondiale. Al termine della stagione 2018-2019 si è aggiudicata la Coppa del Mondo generale, prima italiana nella storia della competizione, realizzando la doppietta grazie al secondo posto di Lisa Vittozzi, oltre alla Coppa del Mondo di inseguimento.
Durante la prima giornata dei Mondiali di Anterselva 2020 si è aggiudicata la medaglia d'argento nella staffetta mista. Successivamente ha preso parte alla sprint conclusa in 7ª posizione e ha vinto la medaglia d'oro nell'inseguimento femminile (10 km), dove è rimasta al comando per tutta la gara (0+0+0+1). Due giorni dopo bissa il successo nella gara individuale (15 km) con soli due secondi sulla tedesca Vanessa Hinz. Nell'ultima giornata è riuscita a conquistare la medaglia d'argento nella partenza in linea lottando fino all'ultimo con la norvegese Marte Olsbu Røiseland. 
Al termine della stagione 2019-2020, si è riconfermata in testa alla classifica e si è aggiudicata anche la Coppa del Mondo di partenza in linea. È diventata così la prima donna dopo 18 anni a difendere con successo il titolo; prima di lei c'erano riuscite solo Magdalena Forsberg (6 volte di fila dal 1996 al 2002), Anfisa Rezcova (2 volte '91-'93) e Eva Korpela (2 volte '85-'87). La stagione 2019-2020 diventa per la Wierer la più vincente per numero di vittorie (4), superando quelle di quattro anni prima e la precedente. Nella stagione 2020-2021 coglie risultati inferiori rispetto all'annata precedente, ma comunque tali da concludere al quinto posto della classifica generale di Coppa del Mondo e da riuscire a vincere, ex aequo con l'austriaca Lisa Theresa Hauser, la coppa di specialità individuale.
L'11 febbraio 2022 conquista un bronzo ai Giochi Olimpici di Pechino nella gara individuale di sprint; ai Mondiali di Oberhof 2023 ha conquistato la medaglia d'oro nella staffetta con Samuela Comola, Hannah Auchentaller e Lisa Vittozzi, la medaglia d'argento nella staffetta mista e si è classificata 19ª nella sprint, 11ª nell'inseguimento, 14ª nella partenza in linea e 15ª nell'individuale, a quelli di Nové Město na Moravě 2024 si è piazzata 10ª nella sprint, 21ª nell'inseguimento, 14ª nell'individuale, 20ª nella partenza in linea, 11ª nella staffetta e 10ª nella staffetta mista e a quelli di Lenzerheide 2025 si è classificata 21ª nella sprint, 7ª nella staffetta, 7ª nella staffetta mista e 7ª nella staffetta mista individuale.

## Palmarès

### Olimpiadi
- 3 medaglie:
  - 3 bronzi (staffetta mista[8] a Soči 2014, staffetta mista a Pyeongchang 2018; sprint a Pechino 2022)

### Mondiali
- 12 medaglie:
  - 4 ori (partenza in linea[8] a Östersund 2019; inseguimento[8], individuale[8] ad Anterselva 2020; staffetta a Oberhof 2023)
  - 5 argenti (inseguimento[8] a Oslo Holmenkollen 2016; staffetta singola mista[8] a Östersund 2019; staffetta mista[8], partenza in linea[8] ad Anterselva 2020; staffetta mista a Oberhof 2023)
  - 3 bronzi (staffetta[8] a Nové Město na Moravě 2013; staffetta[8] a Kontiolahti 2015; staffetta mista[8] a Östersund 2019)

### Mondiali estivi
- 3 medaglie:
  - 3 ori (sprint a Forni Avoltri 2013; super sprint, partenza in linea a Ruhpolding 2022)

### Mondiali juniores
- 4 medaglie:
  - 3 ori (sprint, inseguimento, individuale a Nové Město 2011)
  - 1 argento (staffetta a Nové Město 2011)

### Mondiali giovanili
- 4 medaglie:
  - 2 ori (individuale a Ruhpolding 2008; inseguimento a Canmore 2009)
  - 2 bronzi (staffetta a Ruhpolding 2008; staffetta a Canmore 2009)

### Europei
- 1 medaglia:
  - 1 argento (staffetta a Val Ridanna 2011)

### Europei juniores
- 2 medaglie:
  - 1 oro (inseguimento a Val Ridanna 2011)
  - 1 argento (sprint a Val Ridanna 2011)

### Coppa del Mondo
- Vincitrice della Coppa del Mondo di biathlon nel 2019 e nel 2020
- Vincitrice della Coppa del Mondo di inseguimento nel 2019
- Vincitrice della Coppa del Mondo di individuale nel 2016 e nel 2021
- Vincitrice della Coppa del Mondo di partenza in linea nel 2020
- 65 podi (44 individuali, 21 a squadre), oltre a quelli conquistati in sede olimpica e iridata e validi anche ai fini della Coppa del Mondo:
  - 18 vittorie (13 individuali, 5 a squadre)
  - 23 secondi posti (16 individuali, 7 a squadre)
  - 24 terzi posti (15 individuali, 9 a squadre)

#### Coppa del Mondo - vittorie
| Data             | Località       | Nazione     | Specialità                                                       |
| ---------------- | -------------- | ----------- | ---------------------------------------------------------------- |
| 4 dicembre 2015  | Östersund      | Svezia      | IN                                                               |
| 13 dicembre 2015 | Hochfilzen     | Austria     | RL (con Lisa Vittozzi, Karin Oberhofer e Federica Sanfilippo)    |
| 14 gennaio 2016  | Ruhpolding     | Germania    | IN                                                               |
| 6 febbraio 2016  | Canmore        | Canada      | MS                                                               |
| 11 gennaio 2018  | Ruhpolding     | Germania    | IN                                                               |
| 10 marzo 2018    | Kontiolahti    | Finlandia   | MX (con Lisa Vittozzi, Dominik Windisch e Lukas Hofer)           |
| 13 dicembre 2018 | Hochfilzen     | Austria     | SP                                                               |
| 16 dicembre 2018 | Hochfilzen     | Austria     | RL (con Lisa Vittozzi, Alexia Runggaldier e Federica Sanfilippo) |
| 26 gennaio 2019  | Anterselva     | Italia      | PU                                                               |
| 17 febbraio 2019 | Soldier Hollow | Stati Uniti | SMX (con Lukas Hofer)                                            |
| 30 novembre 2019 | Östersund      | Svezia      | MX (con Lisa Vittozzi, Dominik Windisch e Lukas Hofer)           |
| 1º dicembre 2019 | Östersund      | Svezia      | SP                                                               |
| 13 dicembre 2019 | Hochfilzen     | Austria     | SP                                                               |
| 28 novembre 2020 | Kontiolahti    | Finlandia   | IN                                                               |
| 23 gennaio 2022  | Anterselva     | Italia      | MS                                                               |
| 19 gennaio 2023  | Anterselva     | Italia      | SP                                                               |
| 9 marzo 2023     | Östersund      | Svezia      | IN                                                               |
| 12 marzo 2023    | Östersund      | Svezia      | MS                                                               |

Legenda:

IN = individuale

MS = partenza in linea

SP = sprint

PU = inseguimento

RL = staffetta

MX = staffetta mista

SMX = staffetta singola mista

### Campionati italiani
- 6 medaglie[2]:
  - 2 ori (sprint, inseguimento nel 2012)
  - 2 argenti (sprint nel 2013; partenza in linea nel 2021 - Centro Biathlon Val Martello/Biathlonzentrum Martell)
  - 2 bronzi (sprint nel 2011; partenza in linea nel 2013)

### Campionati italiani giovanili
- 3 medaglie[2]:
  - 1 oro (individuale nel 2008)
  - 2 argenti (sprint nel 2006; partenza in linea nel 2008)